# Паратико
Пара̀тико (на италиански: Paratico, на източноломбардски: Paràdech, Парадек) е малко градче и община в Северна Италия, провинция Бреша, регион Ломбардия. Разположено е на 234 m надморска височина. Населението на общината е 4511 души (към 2013 г.).